# Pellegrina Bonaventuri
Pellegrina Bonaventuri (23 luglio 1564 – Firenze, ...) era una fiorentina nota per essere stata figlia di Bianca Cappello.

## Biografia
Pellegrina era figlia di Pietro Bonaventuri e di Bianca Cappello. Quest’ultima, sposatasi nel 1563 all’età di quindici anni, divenne amante prima e moglie poi del Granduca di Toscana Francesco I de' Medici.
A tredici anni, Pellegrina sposòi Ulisse Bentivoglio Manzoli (?-1618), figlio di Alessandro Bentivoglio e Isotta Manzoli. Come la madre, ebbe una vita piena di avventure e morì probabilmente di morte violenta, come avvenuto per il padre. 
Non è escluso che il figlio Francesco sia stato coinvolto nella sua morte.

## Discendenza
Pellegrina e Ulisse ebbero cinque figli:
- Bianca (?-1629), sposò il conte Andrea Barbazza. Morì avvelenata;
- Giorgio (?-1611), morto assassinato;
- Alessandro (?-1645);
- Ippolita, sposò Ippolito Marsigli;
- Francesco (?-1636), morì decapitato.

### Letteratura
La vita di Pellegrina è stata raccontata nel romanzo La fuggitiva di Girolamo Brusoni, Venezia 1662.